# Acisanthera limnobios
Acisanthera limnobios är en tvåhjärtbladig växtart som först beskrevs av Dc., och fick sitt nu gällande namn av José Jéronimo Triana. Acisanthera limnobios ingår i släktet Acisanthera och familjen Melastomataceae. Inga underarter finns listade i Catalogue of Life.